# M109 155mm自走榴弾砲
M109 155mm自走榴弾砲（M109 155ミリ じそうりゅうだんほう）は、アメリカ合衆国が開発した、戦後第二世代自走砲。
M109A6にのみパラディン（「シャルルマーニュ」ことカール大帝の家臣として知られていた十二勇将）という愛称がある。

## 概要
第二次世界大戦以来、アメリカ軍の自走砲は、戦車の車台を流用した間に合わせ的な物であり、冷戦時代にあたって、不適切であると考えられるようになり、1952年に自走砲専用車台を用いた新型自走砲が開発されることになった。
新型自走砲の車体はアルミニウム合金製で、追加装備により浮航能力（水陸両用作戦能力）を備えることとなった。
共通車台から口径違いの2種類の自走砲を開発することになり、360度の全周旋回可能な砲塔には、新規格の110 mm砲と156 mm砲を搭載する計画で、それぞれ、T195とT196の試作名称を与えられた。しかし、すぐに従来の105 mm砲と155 mm砲に戻された。
その内、T195と呼ばれた方が「M108 105mm自走榴弾砲」となり、T196と呼ばれた方が本車「M109 155mm自走榴弾砲」となった。
M44 155mm自走榴弾砲の後継車両として、1962年から生産が行われ、アメリカ陸軍と海兵隊向けが合わせて約2,000両が生産された。主砲を新型に換装するなどの改良型（M109A1/A2）に加え、さらなる近代化改修（M109A3-A6）が行われ、シリーズの生産累計は約10,000両といわれている。
1998年にはM109の後継となるXM2001 クルセイダーの開発が始まったが、高額である事や50トンにおよぶ大重量のため、また、戦場における航空優勢を確保することで、航空機による対地攻撃が可能なアメリカ軍にとって、新型自走砲への換装は必ずしも必要とは考えられず、2002年に開発が中止された。そのため、当面はM109が使われ続ける予定である。
アメリカ以外にもドイツ連邦軍やイスラエル国防軍など西側諸国で広く採用されたが、1980年代以降、イギリス製のAS-90やドイツ製のPzH2000、韓国製のK9などの新型自走榴弾砲に更新されて逐次退役しつつある。

## 比較
|          | M109A6                                             | AS-90                                                                             | PzH.2000                                              | 99式                          | K9A1                                                                                               | 05式                                                                   | 2S35                |
| -------- | -------------------------------------------------- | --------------------------------------------------------------------------------- | ----------------------------------------------------- | ----------------------------- | -------------------------------------------------------------------------------------------------- | ---------------------------------------------------------------------- | ------------------- |
| 画像     |                                                    |                                                                                   |                                                       |                               | |                                                                        |                     |
| 全長     | 9.1 m                                              | 9.07 m                                                                            | 11.67 m                                               | 11.3 m                        | 12 m                                                                                               | 11.6 m                                                                 | 11.9 m              |
| 全幅     | 3.1 m                                              | 3.5 m                                                                             | 3.58 m                                                | 3.2 m                         | 3.4 m                                                                                              | 3.38 m                                                                 | 3.58 m              |
| 全高     | 3.2 m                                              | 2.49 m                                                                            | 3.46 m                                                | 3.1 m                         | 3.5 m                                                                                              | 3.55 m                                                                 | 2.98 m              |
| 重量     | 29 t                                               | 45 t                                                                              | 55.3 t                                                | 40 t                          | 47 t                                                                                               | 35 t                                                                   | 48 - 55 t           |
| 主砲     | 39口径155mm砲                                      | 39口径155mm砲 ※改修型は52口径                                                     | 52口径155mm砲                                         | 52口径155mm砲                 | 52口径155mm砲                                                                                      | 52口径155mm砲 ※輸出仕様は54口径                                        | 152mm砲             |
| 副武装   | 12.7mm重機関銃×1                                   | 7.62mm機関銃×1                                                                    | 7.62mm機関銃×1                                        | 12.7mm重機関銃×1              | 12.7mm重機関銃×1                                                                                   | 12.7mm重機関銃×1                                                       | 12.7mm重機関銃RWS×1 |
| 最大射程 | 24 km（M107弾） 30 km（RAP弾） 40 km（M982誘導弾） | 初期型 24.7 km（M107弾） 30 km（RAP弾） 改修型 30 km（M107弾） 40 km以上（RAP弾） | 36 km (DM121弾) 47 km (M1711弾) 67 km (M2005 V-LAP弾) | 30 km（M107弾） 40 km（BB弾） | 18 km(M107弾) 30 km(RAP弾) 36 km(K310弾) 40 km(K307弾) 53 km(XM1113) 54 km(K315弾) 60 km(K315 ERM) | 20 km (レーザー誘導) 39 km (ERFB-BB) 50 km (ERFB-BB-RA) 100 km (WS-35) | 不明                |
| 射撃速度 | 4発/分                                             | 6発/分                                                                            | 8発/分                                                | 6発/分以上                    | 6 - 8発/分                                                                                         | 10発/分 (PLZ-05) 8発/分 (PLZ-52)                                       | 不明                |
| 最大出力 | 405 hp                                             | 660 hp                                                                            | 1,000 hp                                              | 600 hp                        | 1,000 hp                                                                                           | 800 - 1,000 hp                                                         | 1,000 hp            |
| 最高速度 | 64 km/h                                            | 53 km/h                                                                           | 60 km/h                                               | 49.6 km/h                     | 67 km/h                                                                                            | 56 km/h(PLZ-05) 65 km/h(PLZ-52)                                        | 67 km/h             |
| 乗員数   | 4名                                                | 5名                                                                               | 5名                                                   | 4名                           | 5名                                                                                                | 4名                                                                    | 3名                 |

## バリエーション
M109
初期型。1963年生産開始。20口径 M126 もしくは 23口径 M126A1 155mm榴弾砲およびM127砲架を使用。
M109A1/A1B
長砲身化、33口径 XM185 155mm榴弾砲に換装、最大射程18,100メートル。
M109A2
M185 155mm榴弾砲およびM178砲架を使用、弾薬搭載量が28発から36発に増加。
M109A3/A3B
A1/A1BのA2規格への改修型、M127砲架をM178砲架に換装。
M109A4
A2およびA3のNBC戦対応能力向上型。
M109A5
M284 155mm榴弾砲およびM182砲架を使用したポルトガル向けの車両。単価約207万USドル。
M109A6 パラディン
長砲身化、装甲強化、射撃管制装置の改良など、大幅な近代化を図った型。
主砲には39口径に長砲身化した155mm榴弾砲XM284と、AAS（先進型武装システム）計画から生まれた155mm榴弾砲 XM282、XM283があり、XM284はチャージ8のM208装薬を用い、M549A1 ロケットアシスト榴弾を30kmまで飛ばすことが可能である。また、XM282は、58口径という長大な砲身長を有し、新たに開発されたXM244装薬の使用を可能とし、XM864 ベース・ブリード榴弾を使用した場合の最大射程は45kmにも達する。
M109 "KAWEST"
スイスの改良版、47口径で最大射程36km、通称Pz Hb 79/95 Pz Hb 88/95。
M109L
イタリアの改良版。主砲をFH70のものと同じ39口径 155mm榴弾砲に換装している。
M109 L52
オランダのRDM社とドイツのラインメタル社による共同開発で、2002年に発表された。主な改善点はM126 155mm榴弾砲をPzH2000の52口径の155mm榴弾砲に置換したことで、PzH 2000用のモジュラー装薬システム（Modulares Treibladungssystem, MTLS）弾薬を使用して30kmの射程を持つ。装填装置の改良も行われ、発射率は元の毎分3発から毎分9-10発に改善され、最大2分間持続することができる。弾薬は35発を搭載する。
M109 PIM/M109A7
M109A6 パラディンの改良型。
エンジン、トランスミッション、起動輪、転輪、誘導輪が、M2ブラッドレー歩兵戦闘車と同じ物に変更され、履帯はダブルピン・ダブルブロックの新型に変更されている。砲塔の旋回方式も、従来の油圧から、電動に変更されている。また、車長用ハッチ周囲に防弾板が装着され、12.7mm重機関銃M2にも強化ガラス付きの防弾板が装着されている。
BAEシステムズと2013年10月に6億6,800万ドルで初期ロットの少数生産契約を締結し生産を開始。2015年4月に1号車がアメリカ陸軍に納入された。これは新規生産ではなく、既存のM109A6を解体し、M109A7規格にする形で再生産している。BAEシステムズは、米議会承認が取れれば2017年2月から大量生産体制に移行する事を予定している。576輌を調達予定。
M109 Rochev
イスラエル国防軍に1970年代に配備されたバージョンで、最初に配備された物は短砲身のM126 155mm榴弾砲装備型であったが、その後長砲身化されM109A1/A2相当に改修された。
砲塔前面や車体周囲に荷物ラックが追加されており、搭載可能な弾薬数が増やされているらしい（45発とされる）。一方で、本家のA2で増設された砲塔後部中央の砲弾ラックは装備されていない。主砲上に同軸機銃としてM2重機関銃を装着した例も見られる。
M109 Doher
イスラエル国防軍がM109 Rochevに独自改良を施したバージョンで、1990年代に配備された。
射程が18kmから22kmに伸びている（M109A5相当）。車長用キューポラが新型になり、M60"マガフ"シリーズのウルダン・キューポラと同様に、ハッチを水平に少し浮かせた状態で周囲を視察できるようになっている。その他、慣性航法装置（Inertial Navigation System, INS）装備、NBC防御強化、装填手ハッチに7.62mm機関銃を装備・電動式トラベルロック装備・砲塔後部右側に車外発電機搭載、などの改良がなされている。
M109 Dores
イスラエルによるM109 Rochev/Doher の更なる改良モデルで、火器管制システム・戦闘用コンピューター・ナビゲーションシステム等をアップグレードしている。2004年から砲兵部隊に配備されたが、現在は予備役部隊に配備されている（M109 Doherは現役）。
K-55/K-55A1/K-56/K-77
韓国サムスンテックウィンがライセンス生産したM109A2。国産のK9 155mm自走榴弾砲の技術を利用して改良したタイプがK-55A1。K-56はK-10弾薬運搬車の技術を利用して製造中の弾薬運搬車、K-77は砲兵指揮車で、共にM-109の車体をベースにしている。
XM701
M109の車体をベースにした試作歩兵戦闘車。
M992野戦火砲弾薬支援車(FAASV)
M109の車体をベースにした弾薬運搬車。M109の後部からベルトコンベアを使用して自動的に弾薬を補給する。
M109-52
イギリスのBAEシステムズが2023年10月10日に発表した新型自走砲。BAEシステムズ社製のM109自走砲に、ドイツのラインメタル社が開発した52口径155mm榴弾砲を組み合わせたもので、これにより、M109に長射程かつ精密な砲撃能力を付与したとされる。

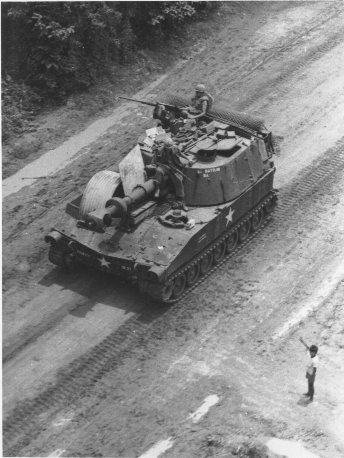
M109初期型、南ベトナムで撮影
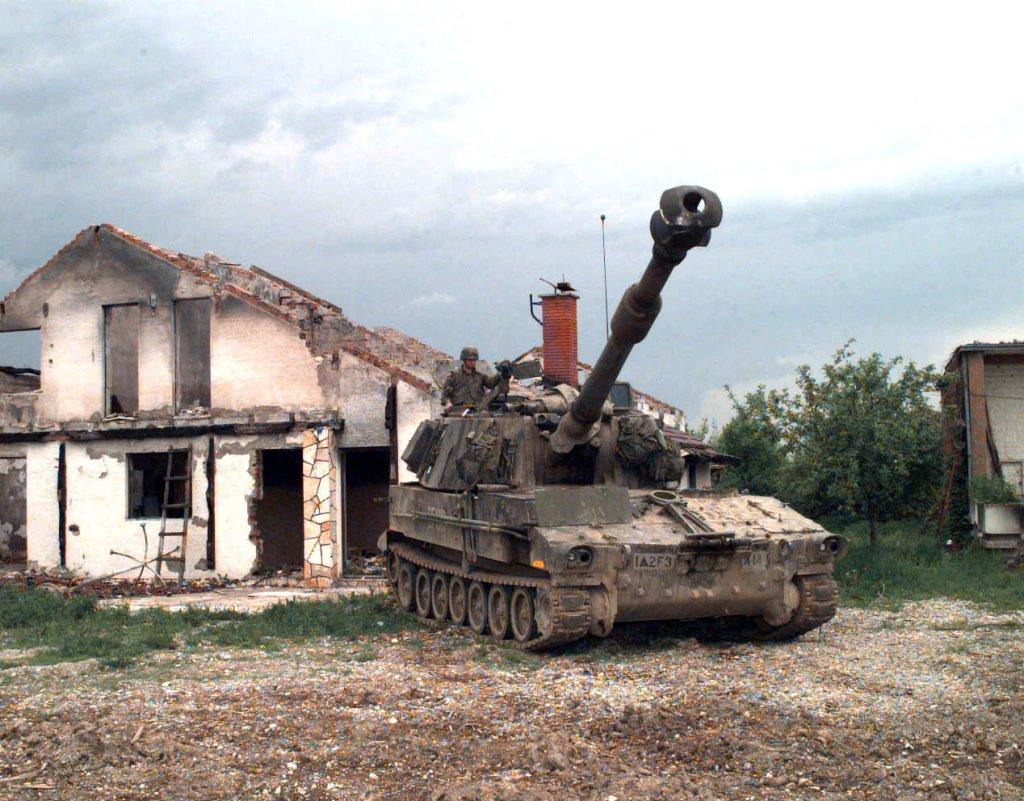
M109A3。1996年5月9日、ボスニア・ヘルツェゴビナで撮影
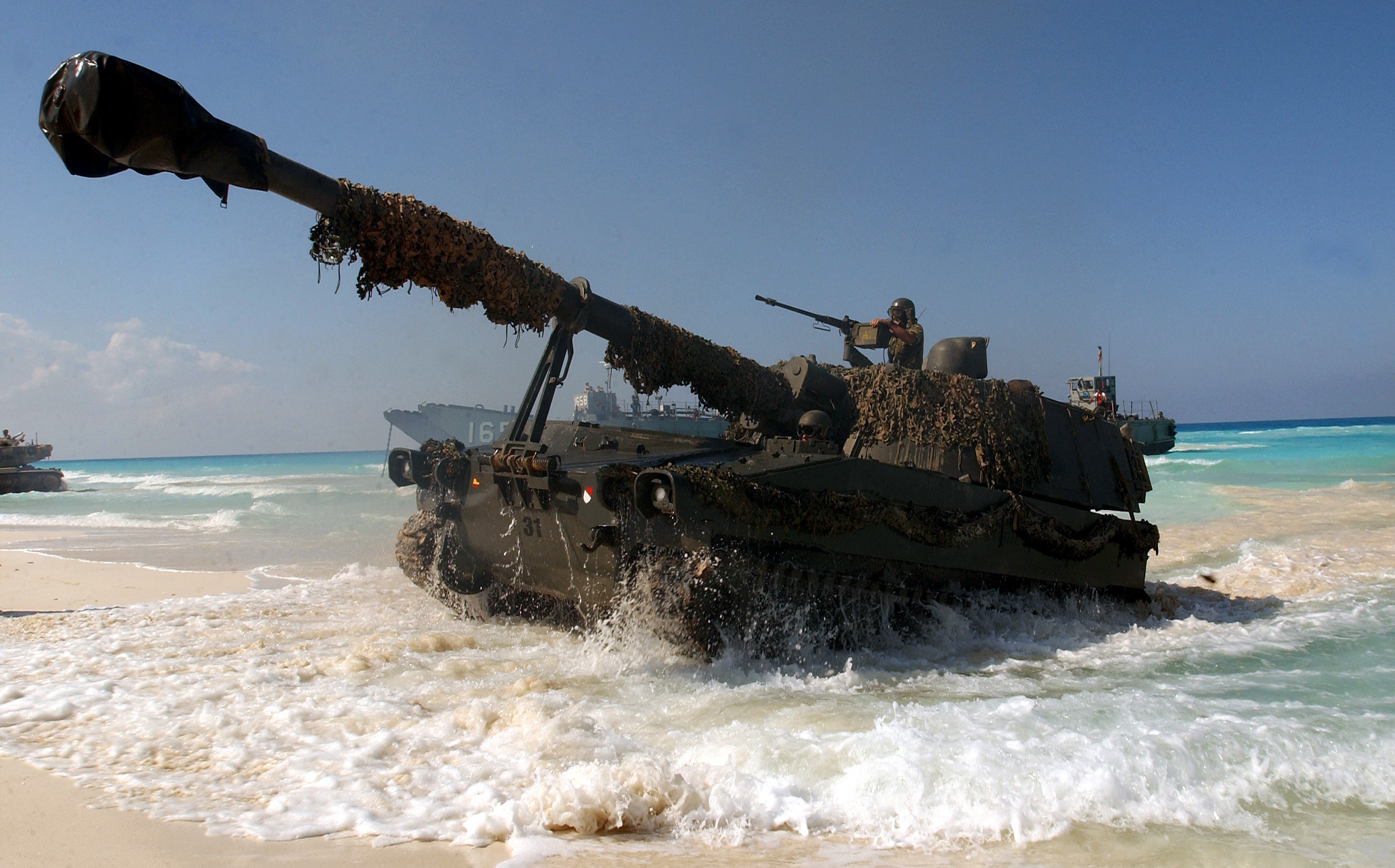
M109A5。2001年10月20日、BRIGHT STAR 01/02演習で撮影
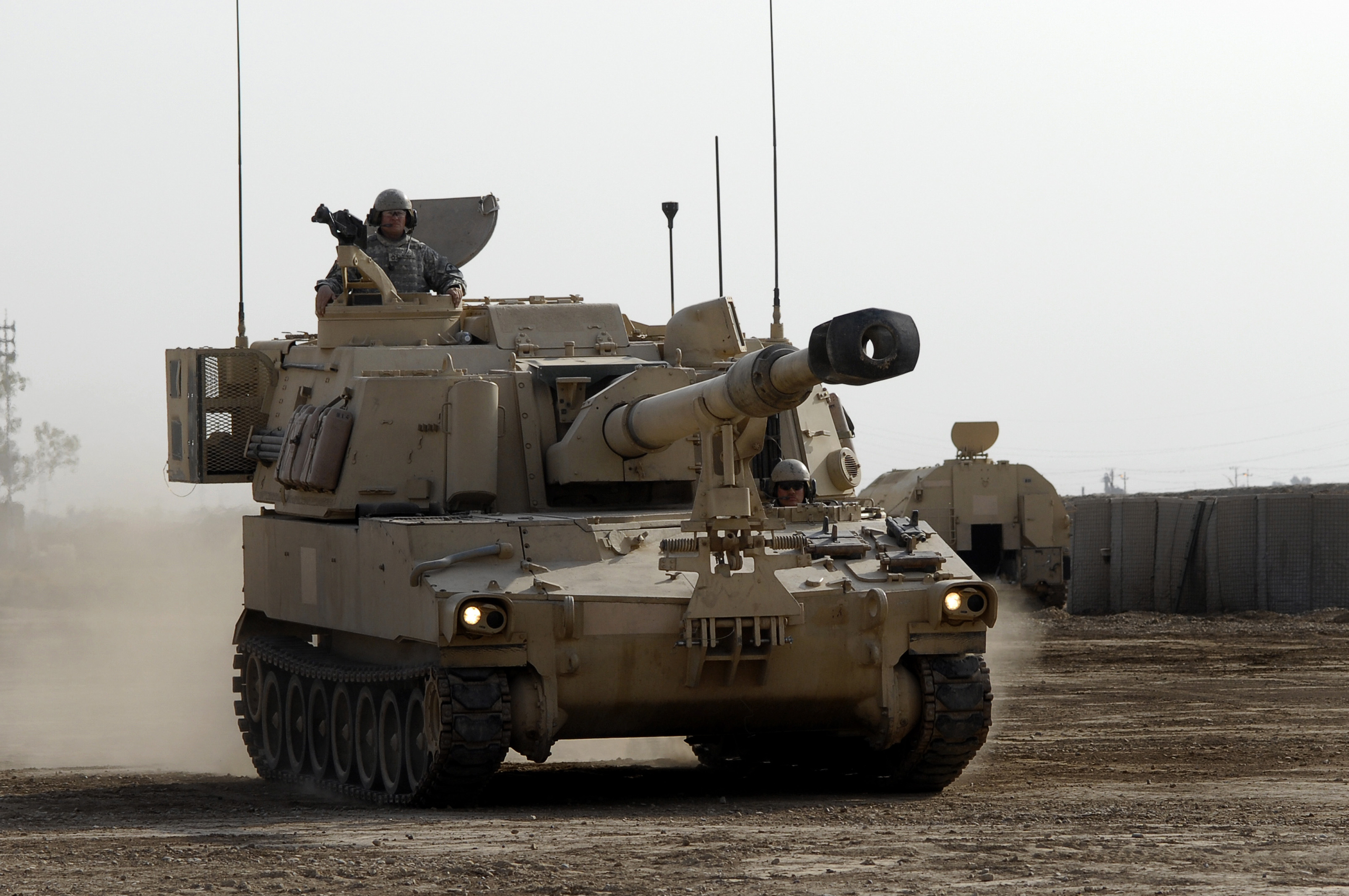
M109A6。2007年撮影。
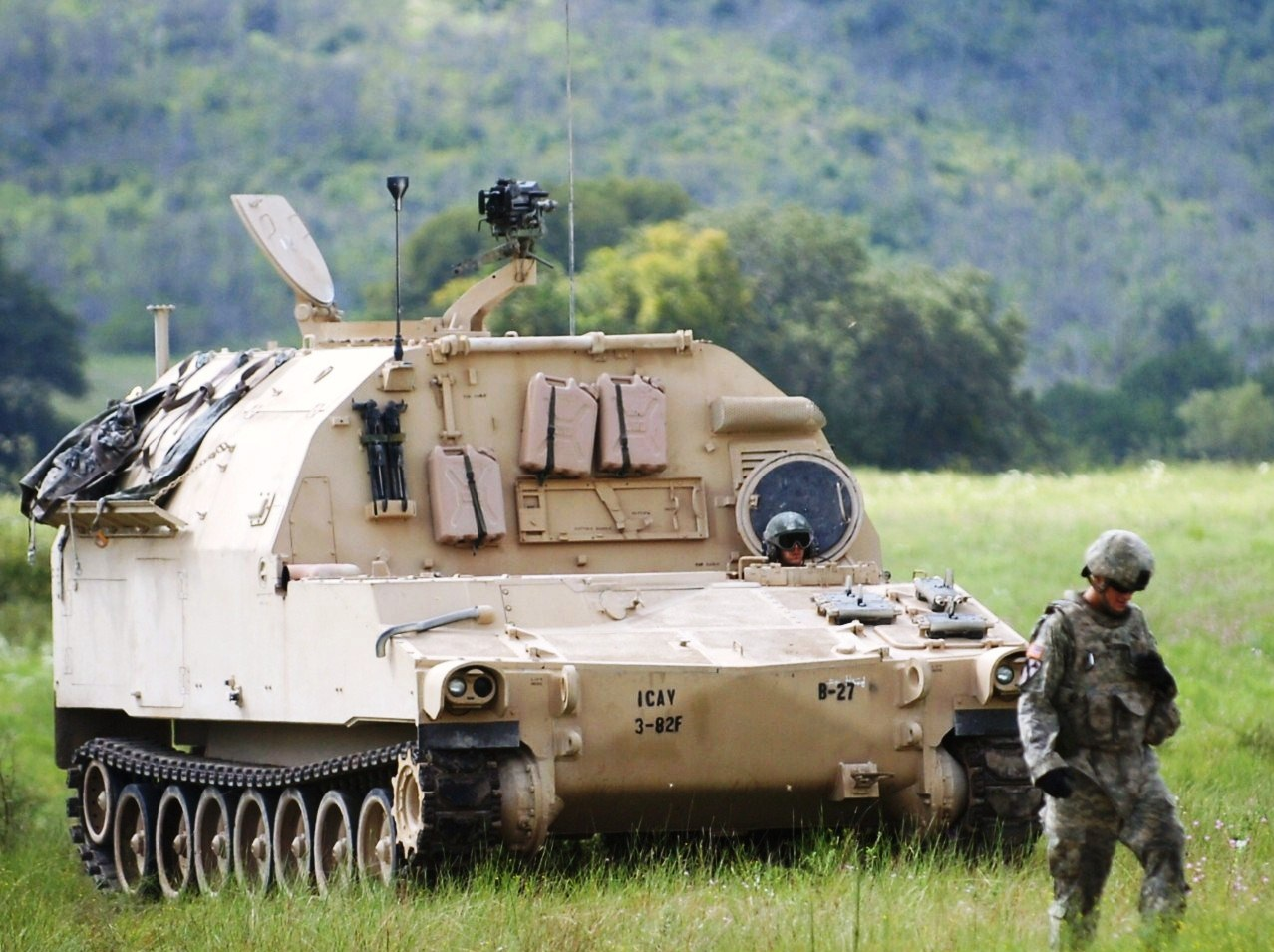
M992A2 FAASV

## 火砲諸元・性能
出典: Ichinohe_Takao (2001年10月30日). “155mm自走榴弾砲M109A5”. 2011年8月17日閲覧。
諸元
- 種別: 自走榴弾砲
- 口径: 155mm
- 砲身長: 39口径長

作動機構
- 砲尾: 隔螺式閉鎖機
- 砲架: M182

性能
- 俯仰角: -6~+75（手動および油圧）、可変速度7deg/sec
- 旋回角: 全周可能（手動および油圧）、可変速度11deg/sec
- 最大射程: 24km（通常弾）, 30km（RAP弾）
- 発射速度: 持続：1発/3分, 最大：8発/分

砲弾・装薬
- 弾薬: 砲弾・薬嚢分離装填式（NATO標準規格）
- 砲弾: M107 (榴弾)など

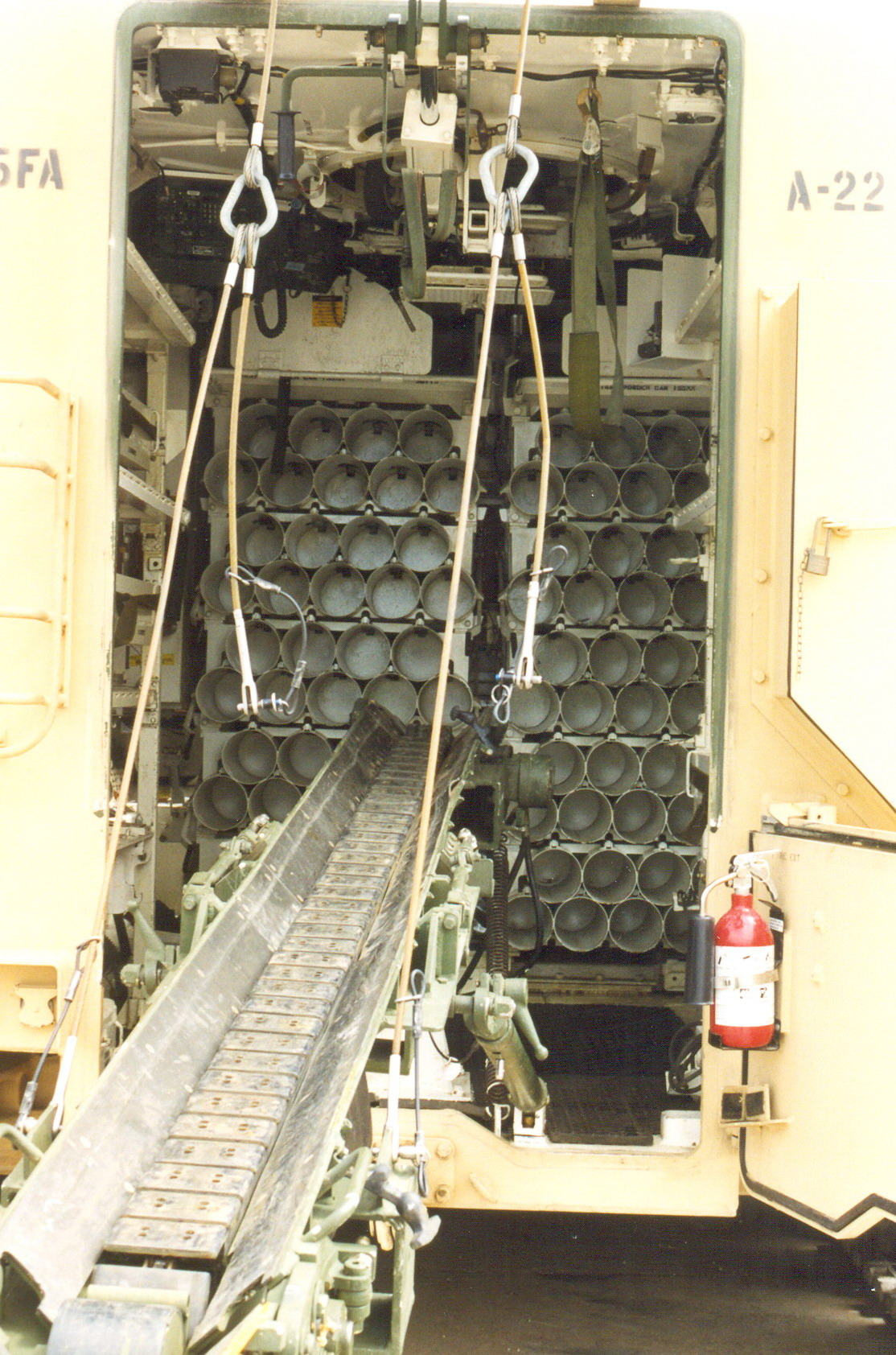
M992の給弾システム。1999年撮影
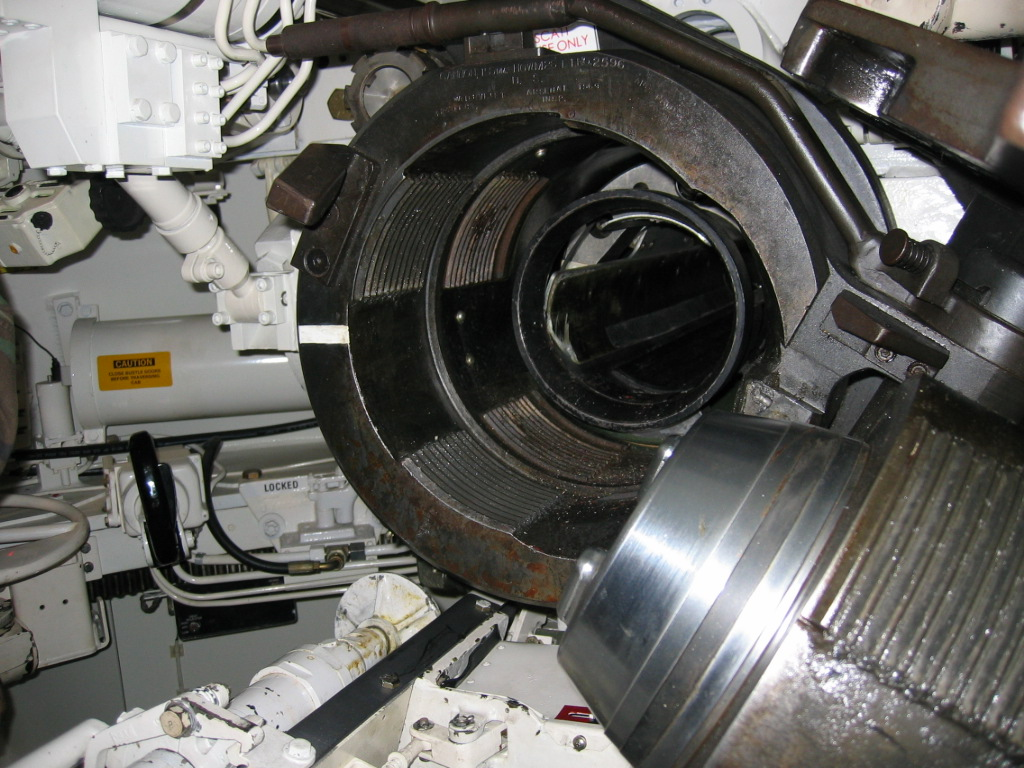
主砲の尾栓。2007年2月14日撮影

## 採用国
M109A1
- イラク
- イラン - 390両。

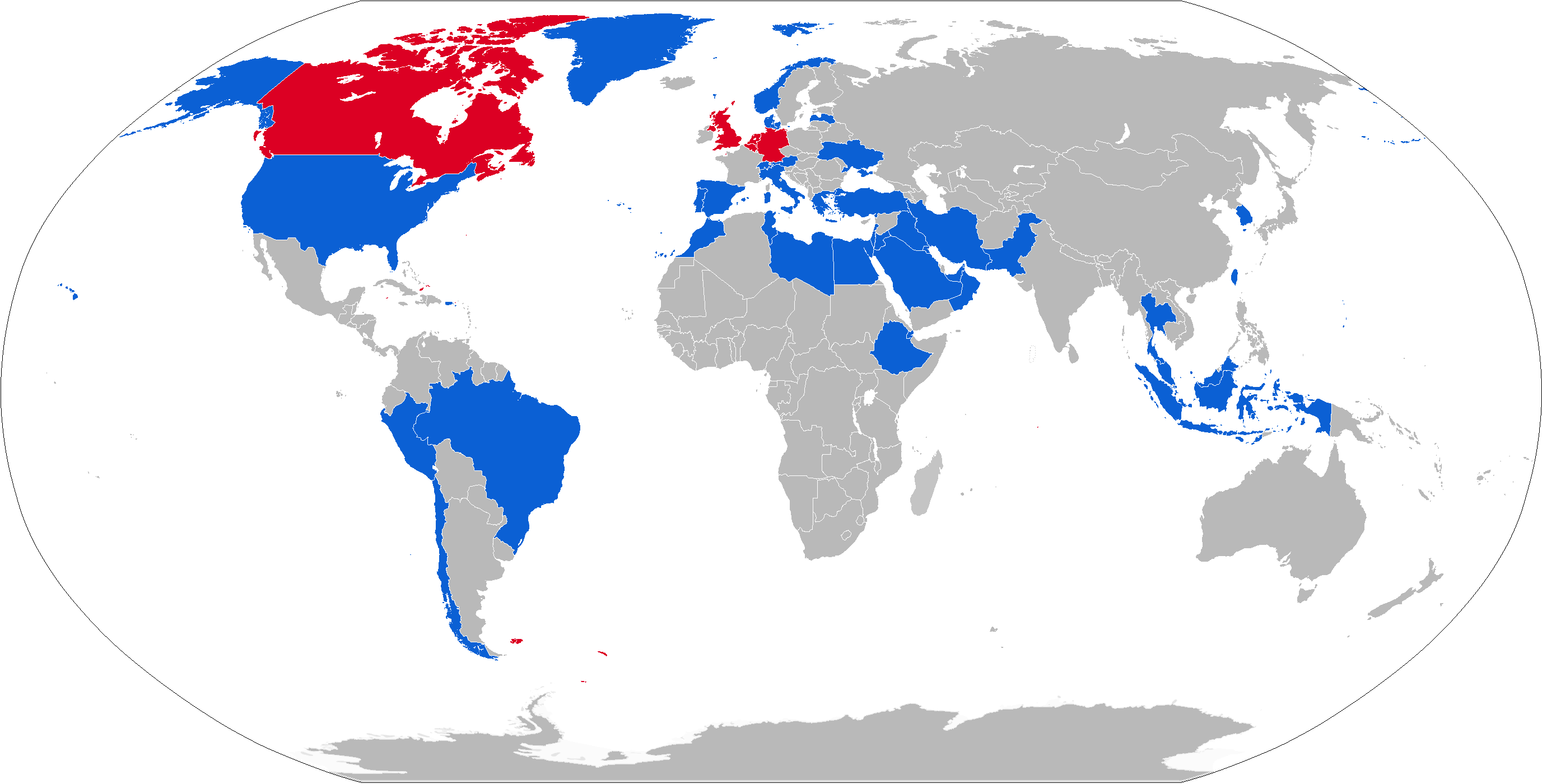
M109の採用国。青は現在の採用国、赤はかつての採用国

- ギリシャ - M109A1Bを51両。
- サウジアラビア - 28両。

M109A2/A3
- ギリシャ - M109A2を84両。M109A3GEA1を50両。M109A3GEA2を196両（M109A3GEA2は56両追加。50両のA3GEA1は、A3GEA2レベルにアップグレードして使用）。
- ジブチ - 10両。
- エジプト - 2024年時点で、エジプト陸軍が164両のM109A2を保有[4]。
- 韓国 - K55/55A1を1,040両(アップグレード中)。
- モロッコ - 2024年時点で、モロッコ陸軍が推定130両のM109A1/A1B/A2/A3/A4を保有[5]。
- パキスタン - M109A2を150両。
- ペルー - 12両。
- ポルトガル - 6両。
- タイ - 20両。
- ブラジル - M109A3を40両（元ベルギー陸軍の車両）。
- ウクライナ - M109A3を22両(ノルウェーから供与)、M109A4を6両(ラトビアから供与)。

M109A2/A5
- オーストリア - M109A2/A5Öを80両。2023年時点で、48両のM109A5ÖEを保有している[6]。
- レバノン - 2024年時点で、レバノン陸軍が12両のM109A2、24両のM109A5を保有している[7]。
- 中華民国 - 225両。

M109A4
- ベルギー - M109A4BEを64両（2008年、64両のM109A4BEを退役させた[8]）。
- カナダ - M109A4B+を76両（1967-2005年にかけて使用されていたが、段階的に退役予定）。

M109A5
- エジプト - 2024年時点で、エジプト陸軍が204両のM109A5を保有[4]。
- ラトビア - 2023年時点で、ラトビア陸軍が59両のM109A5ÖEを保有している[9]。
- ポルトガル - 18両。
- タイ - 20両。
- モロッコ - 2024年時点で、モロッコ陸軍が70両のM109A5を保有[5]。
- サウジアラビア - 48両。
- バーレーン - 20両。
- ギリシャ - 12両。
- スペイン - 96両。

M109A6 Paladin
- アメリカ合衆国 - 950両。
- ウクライナ - 18輌(アメリカからの供与)

M109 KAWEST
- スイス - 通称：Pz Hb 79/95 Pz Hb 88/95
- チリ - 24両（元スイス陸軍の車両。RUAGにアップグレード）。

M109 Doher
- イスラエル - 600両。

K-56
- 韓国 - 700両(計画)。

K-77
- 韓国 - 179両。

## 登場作品

### 映画
『宇宙戦争』
避難する主人公達の前を通り過ぎる。
『クローバーフィールド/HAKAISHA』
M1エイブラムスや歩兵隊と共に、ニューヨークで正体不明の怪物と交戦する。
『トロール』
ノルウェー軍のA3GNMが登場。トロールに対して砲撃を行う。

### 漫画
『こちら葛飾区亀有公園前派出所』
「音声対応ワープロスピチー」（コミックス収録時は95巻1話「音声対応ワープロ!!の巻」）のラストに登場。大原大次郎が乗り込み、派出所を破壊する。
『第二次朝鮮戦争 ユギオII』
韓国陸軍のK55が登場。侵攻する朝鮮人民軍地上部隊を砲撃するが阻止しきれず、予備陣地に移動中に北朝鮮兵のRPG-7による攻撃を受けて撃破される。

### 小説
『WORLD WAR Z』
アメリカ軍の所属車両が登場。ヨンカーズの戦いに投入され、ゾンビの群れを榴弾で砲撃する。しかしゾンビは体液の粘性がタールのように高く変化しており、風船効果（爆弾が生物の近くで爆発すると体液が全部飛び出す現象）や突発性神経外傷（Sudden Nerve Trauma, SNT）を起こさなかったため、攻撃の効果が低かった。

### ゲーム
『ArmoredWarfare』
PvEモード用にA6 パラディンが実装されており、プレイヤーが使用可能｡
『Wargame Red Dragon』
NATO陣営のアメリカ軍デッキで使用可能な自走砲としてM109・A2・A6 パラディンが登場する。その内、A2とA6には迷彩を施している。
『WarRock』
機動力が低く、車体と砲塔の旋回速度が遅い。砲塔上にブローニングM2重機関銃を搭載しており、2番席で使用可能。
『エースコンバット7』
オーシア国防陸軍の自走榴弾砲として登場。ただし、砲塔後部の形状はAS-90に近いものになっている。